# Pollice Verso (картина Жерома)
Пальці вниз (з лат. Pollice Verso  — «пальці вниз»)  — картина французького художника Жана-Леона Жерома, створена 1872 року, на якій зображено однойменний римський жест, спрямований до гладіатора-переможця.
Великий палець вниз  — це жест, адресований глядачами Колізеїю, в тому числі весталками, переможцеві мурмілону, в той час як переможений, ретіарій, піднімає два пальці, благаючи про пощаду. Картина стала натхненням для фільму «Гладіатор» 2000 року, де Коммод піднімає великий палець, щоб пощадити героя фільму Максимуса.

## Картина
Поряд з гладіаторами, весталками та глядачами на полотні зображений імператор у своїй ложі, він здається абсолютно байдужим до того, що відбувається.

Олександр Турні Стюарт придбав картину у Жерома за 80 000 франків, встановивши цим новий рекорд художника і виставив її в Нью-Йорку. Зараз вона знаходиться в Художньому музеї Фінікса в Аризоні.

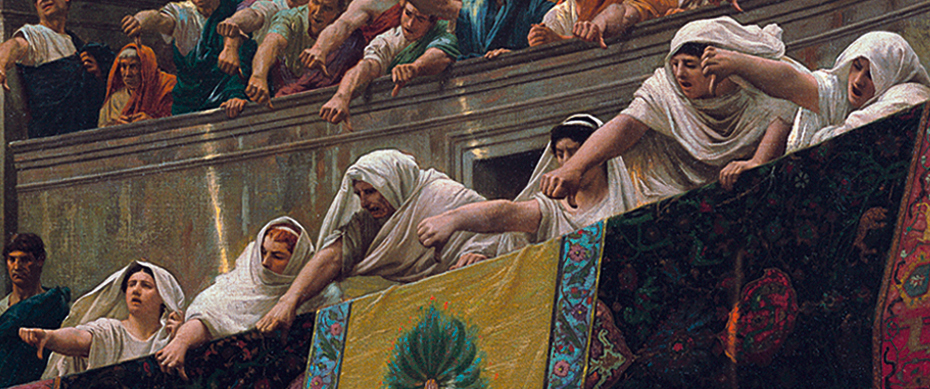
Деталь: Весталки подають знак, що переможений ретіарій має бути вбитий

### Історична точність
Картина майже відразу викликала диспут щодо влучності використання Жеромом жесту «палець вниз», показаного глядачами в Колізеї. У 26-сторінковій брошурі, опублікованій у 1879 році, «„Pollice Verso“: Поважне звернення до любителів істини в класичному мистецтві» були наведені аргументи як «за», так і «проти», включаючи й лист самого Жерома від 8 грудня 1878 року.
Суперечка залишається невирішеною. Точне тлумачення жесту, описаного фразою pollice verso, невідоме. З історичних, археологічних та літературних записів стародавнього Риму залишається невизначеним, чи було спрямування великого пальця догори, донизу, вбік або прихованого всередину долоні індикатором позитивного чи негативного відношення. Картина Жерома значно популяризувала ідею, що великий палець догори сигналізує про життя, а донизу — про смерть переможеного гладіатора.

Зображення Жеромом архітектури Колізею базується на точних малюнках, а обладунки гладіаторів відповідають дизайну тих, що знайдені в Помпеях, хоча в обладунках мурміллона є деякі неточності. Його зображення кровожерливих вестальських незайманих, які вимагають смерті, можливо, було навіяне уривком давньохристиянського автора Пруденція, який не схвалював різанину на арені:
Потім на зібрання в амфітеатрі передається ця фігура життєдайної чистоти і безкровної побожності [Вестал], щоб бачити криваві бої і смерті людей і дивитись святими очима на рани людей, страждаючих ціною свого утримання. Там вона сидить на видноті з вражаючими атрибутами своїх вінків і насолоджується тим, що створили тренери. Яке м'яке, ніжне серце! Вона піднімається від ударів, і кожного разу, коли переможець наступає жертві на горло, вона називає його своїм улюбленцем; скромна незаймана, опустивши великий палець, наказала йому проколоти груди свого переможеного ворога, щоб жоден залишок життя не заховався глибоко в його життєво важливих органах, тоді як під глибшим натиском меча боєць лежить у агонії смерті.

### Вплив на кіно
Ця картина та інші роботи Жерома (включаючи його попередній Ave Ceesar! Morituri te Salutant) сильно вплинули на візуальне зображення античного світу пізнішими кінематографістами, починаючи з німого кіно. Картина стала каталізатором для режисера Рідлі Скотта ; коли продюсери «Гладіатора» показали йому репродукцію картини перед тим, як він прочитав сценарій, Скотт згадує: "Цей образ говорив мені про Римську імперію у всій величності та порочності. Я точно знав тоді, що мене зачепило ".

## Скульптура
У п'ятдесят років Жером зайнявся скульптурою. Його першою роботою стала велика бронзова статуя гладіатора, що тримав ногу на своїй жертві, заснована на Полісі Версо і вперше показана публіці на Загальній виставці 1878 року в Парижі. Після смерті Жерома, в 1909 році, його зять Еме Моро створив Жерома Скульптуруючого «Гладіатори»: Пам'ятник Жерому, який включав нову відливку статуї Жерома за роботою над скульптурою «Гладіатори». Скульптура Моро знаходиться в Паризькому музеї Орсе.

## Галерея

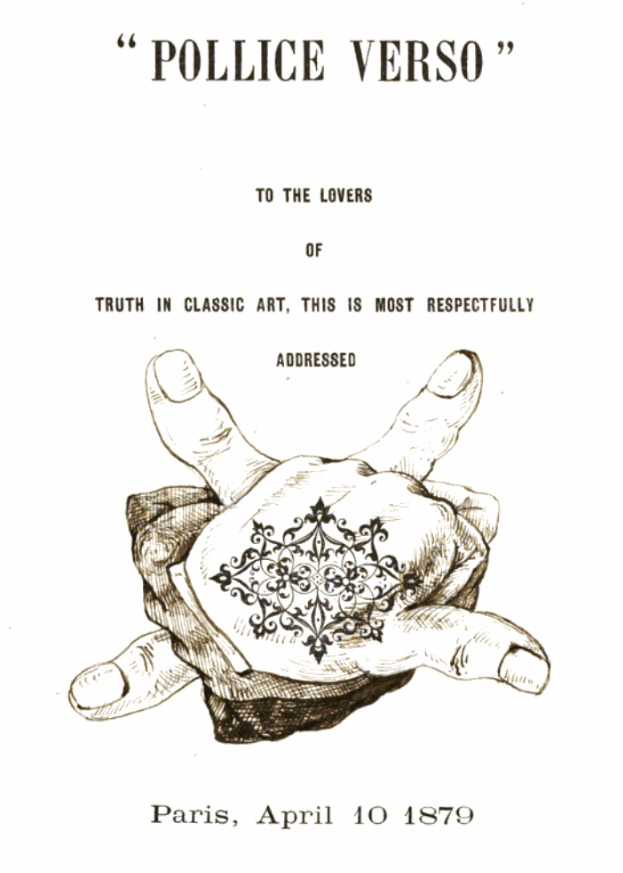
Титульна сторінка з ілюстрацією до "Pollice Verso": Любителям істини в класичному мистецтві, це адреса з найбільшою повагою [Архівовано 29 вересня 2020 у Wayback Machine.], 1879 рік.
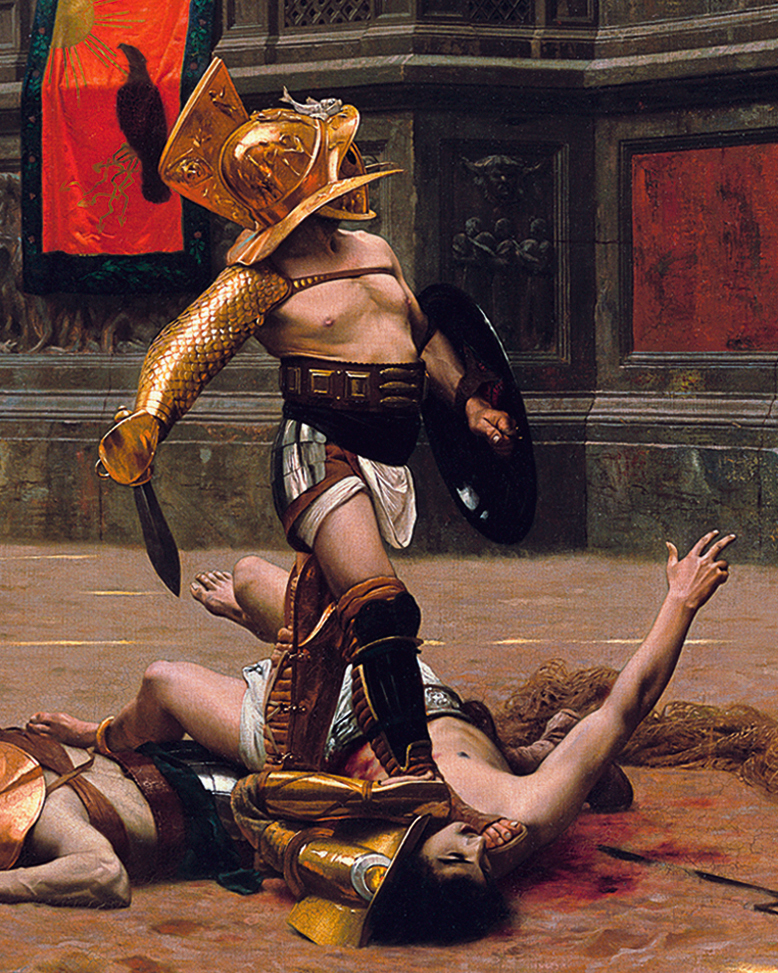
Деталь: великим планом гладіаторів
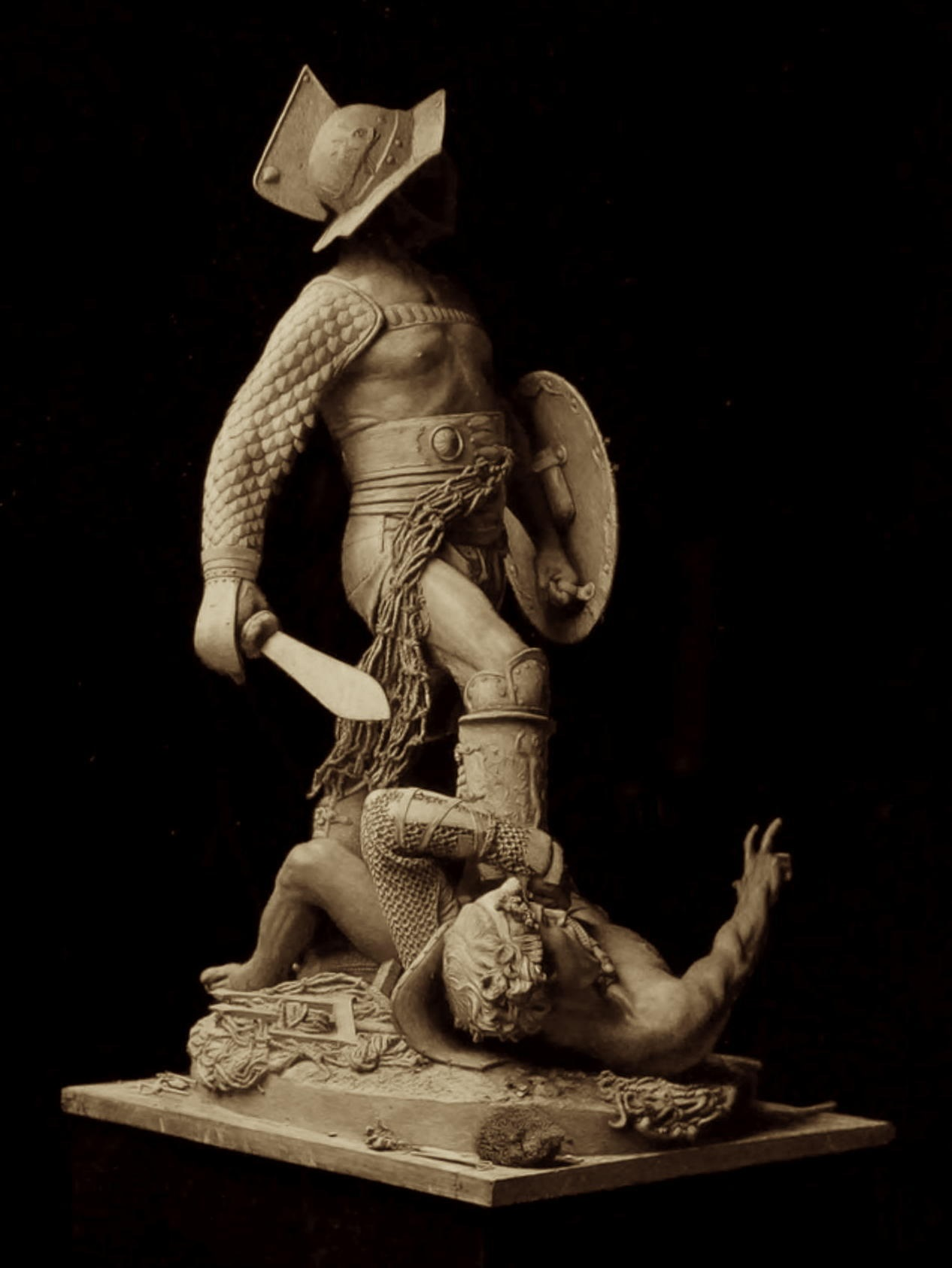
«Гладіатори», бронза, 1878, Жан-Леон Жером; фотогравюра Гупіль с. 1892 рік
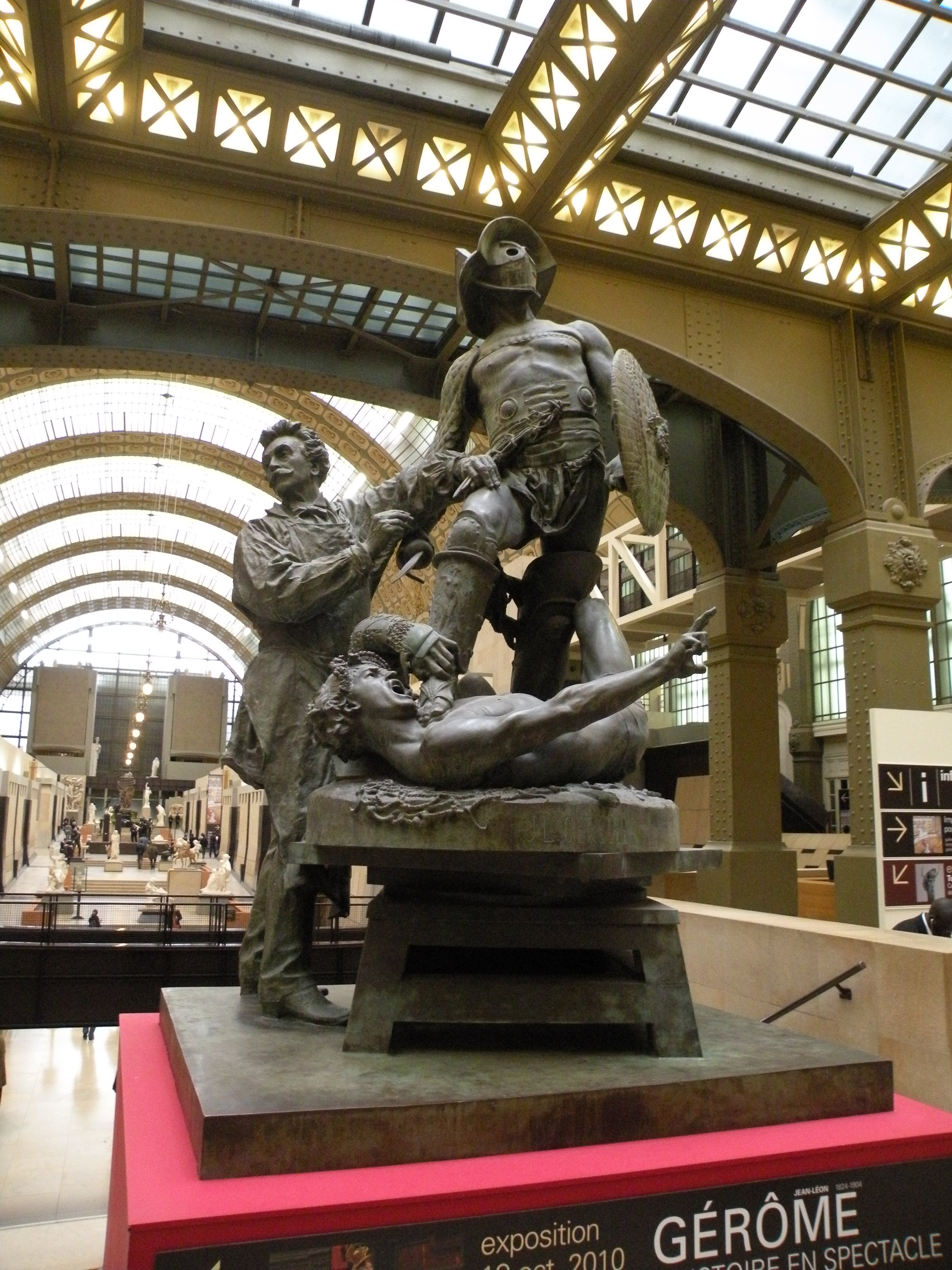
Ліплення Жерема "Гладіатори": Пам'ятник Жерому, 1909, Еме Моро[en], Музей Орсе
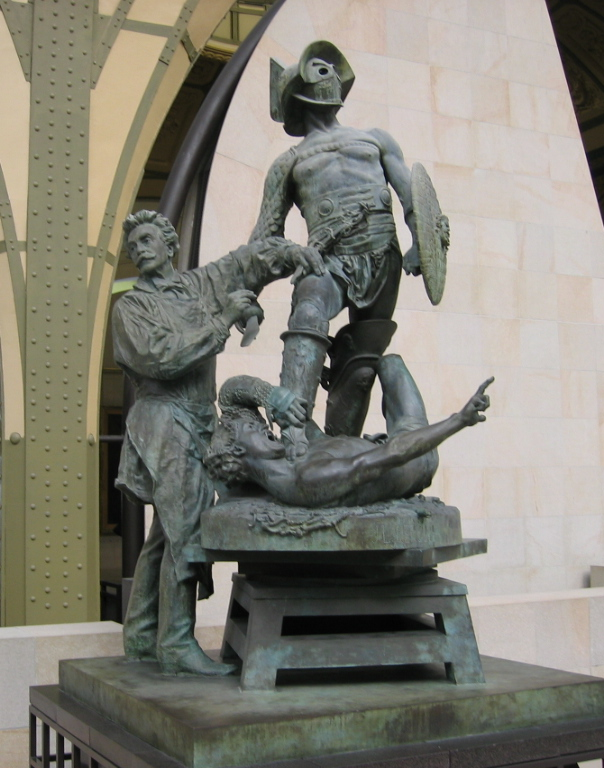
Інший погляд на скульптуру Моро
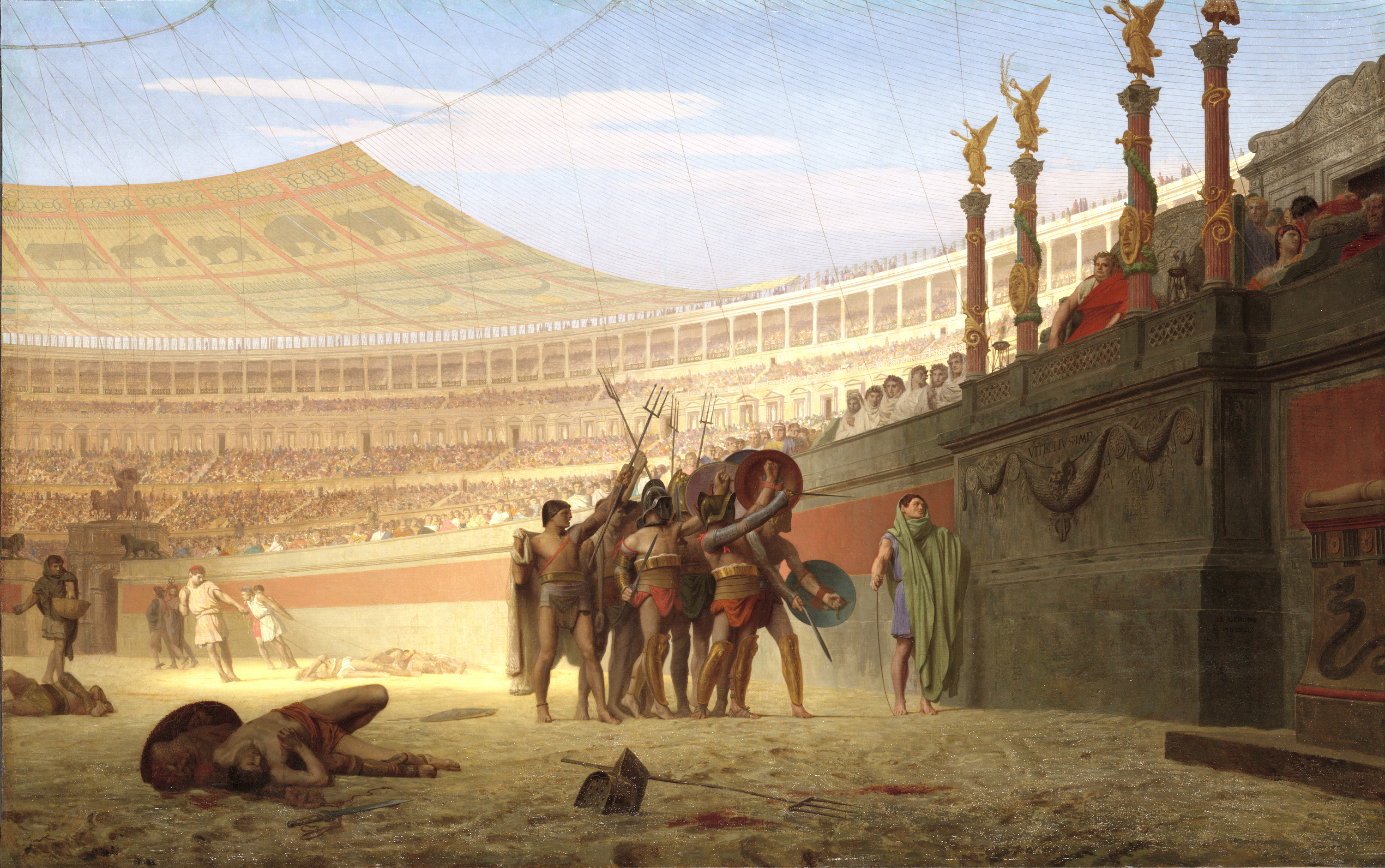
Аве Цезаре! Morituri te Salutant, 1859, автор Жан-Леон Жером, Художня галерея Єльського університету
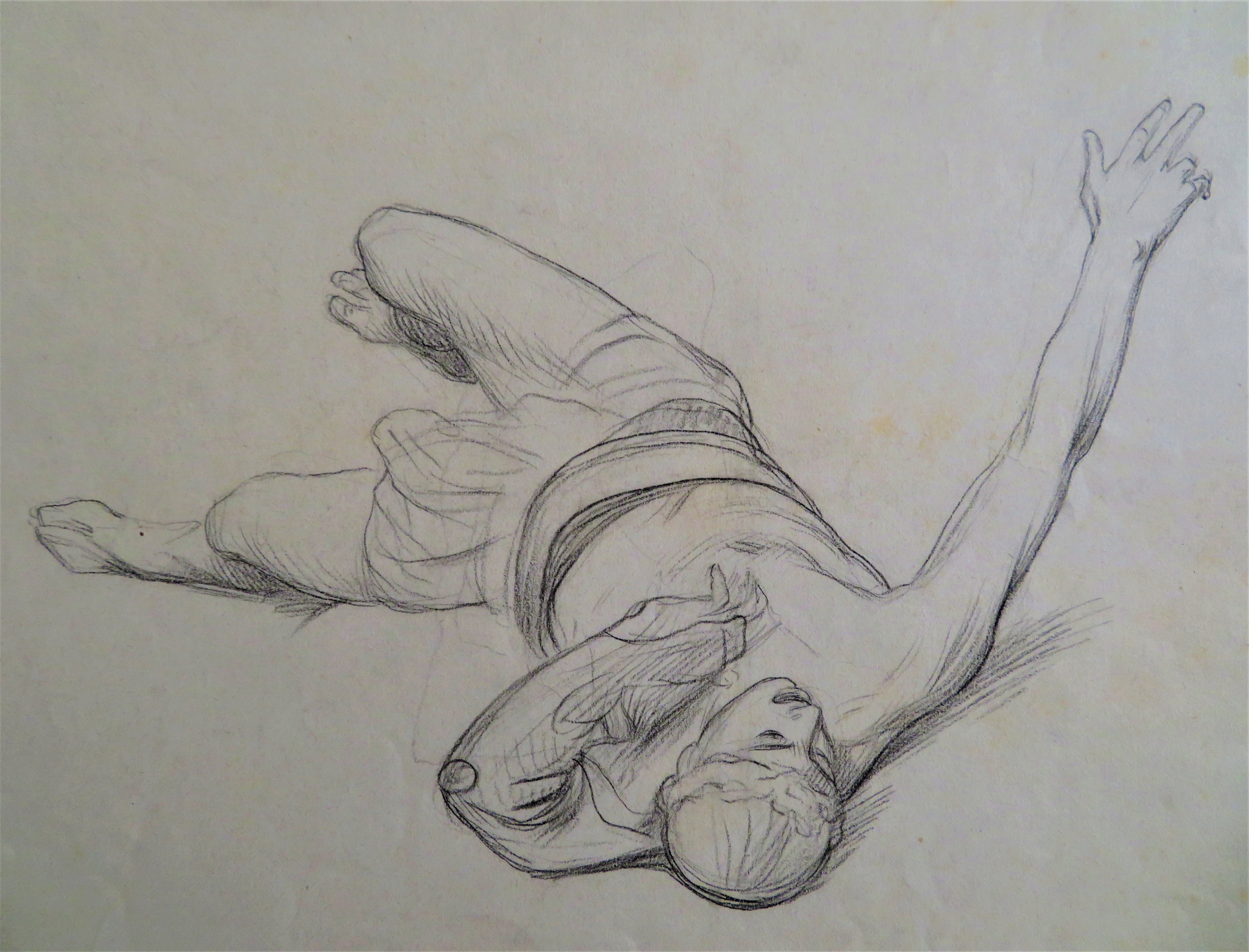
Начерк переможеного гладіатора. Фото: Джеймі Малхеррон